# 朱奈爾·布羅姆菲爾德
朱奈爾·布羅姆菲爾德（Junelle Bromfield，1998年2月8日—），牙買加田徑運動員，她代表牙買加隊參加了日本舉行的2020年夏季奧林匹克運動會，並且在女子4×400米接力比賽上獲得銅牌。